# Тунель до небес
«Тунель до небес» (англ. Tunnel in the Sky) — науково-фантастичний роман Роберта Гайнлайна, вперше був опублікований 1955 року видавництвом Scribner's. Належить до серії романів Гайнлайна, написаних для юнацтва.

## Сюжет
Перенаселення Землі було вирішене винаходом телепортації, яка називається «стрибком Рамсботама», і використовується для надсилання надлишків населення Землі для колонізації інших планет. До моменту цього винаходу Китай вже встиг завоювати Австралію, здійснити іригацію її пустель та переповнити її своїми населенням.
Витрати на підтримання порталу телепортації означають, що колонії будуть ізольованими, допоки власноруч не досягнуть рівня виробництва достатнього, щоб зацікавити Землю у двосторонній торгівлі. Оскільки сучасні технології потребують наявності інфраструктури, поселенці беруть з собою тільки примітивні знаряддя, наприклад, коней замість тракторів.
Старшокласник Род Вокер мріє стати професійним колоністом. Він вирішує пройти випробування по одиночному виживанню, організоване школою для випускників. Всі учні по черзі мають пройти через тунель, що тимчасово з'єднує дві планети. На виході з порталу буде незнайома місцевість, інший клімат, інше життя. По правилам змагань, єдиним обмеженням при виборі спорядження є його сукупна вага. Учаснику потрібно залишитися живим протягом 2—10 діб, поки портал не відкриється знову. Студенти можуть об'єднуватися і спільно користуватися ресурсами, якщо вважатимуть це за потрібне.
Род, за порадою старшої сестри, що служить в колоніальних військах, бере два мисливські ножі та базовий набір виживання, а не високотехнологічне зброю, з огляду на те, що вона може зробити його надто впевненим. Останньою порадою, яку отримують студенти, є «остерігатися стоборів».
Незабаром після висадки, Род знаходить свого однокласника, вбитого і обкраденого. Злочинців звабило його високотехнологічне обладнання. Род вирішує остерігатися людей. Уникнувши зустрічні з крупними хижаками, він влаштовується на ночівлю на дереві.
На другий день Рода зненацька оглушують ударом каменя і залишають помирати. Коли до нього повертається свідомість, він виявляє, що залишився тільки із запасним ножем схованим під бинтовою пов'язкою. У відчайдушній концентрації на виживанні Род втрачає лік часу. Полюючи на оленя, він стикається із іншим «виживальником» Жаклін «Джек» Дод, ученицею з іншої школи, яку він спочатку приймає за хлопця. Заради виживання, їм приходиться вчитись довіряти один одному. Вона повідомляє йому, що вже минуло більше десяти днів, він розуміє, що вони застрягли тут надовго.
Вони починають шукати інших учасників і Род стає де-факто лідером громади, яка в кінцевому підсумку зросла до 75 чоловік. Роду не подобається займатися політикою чи адміністрування, і він задоволений обранням мером поселення Гранта Купера, старшого по віку студента коледжу, що вивчав політичні науки. Але Грант набагато краще розмовляє, ніж робить справи. Попри численні розбіжності з Грантом, Род підтримує його.
Род на декілька тижнів вирушає на розвідку, щоб знайти велику печеру чи місце більше придатне для оборони від численних хижаків. Йдучи вздовж ріки, він доходить до океану і знаходить покинуте селище давньої цивілізації. Повернувшись до табору, він пропонує зробити зусилля для переходу на нове місце, але жителі не бажають починати все заново.
Грант ігнорує попередження Рода про те, що вони живуть у місці, яке важко захищати. І коли вид, який раніше вважався нешкідливим, раптом змінив свою поведінку та влаштував масований напад на табір, селище довелося спалити. Грант гине при його обороні і селище називають на його честь. Громада обирає мером Рода.
Через роки, коли поселення Купер-таун вже можна назвати сформованим і безпечним, відкривається портал на Землю. Всі залишають поселення. Тільки Род, як мер Купер-тауна, залишається. Його сестра і майстер Медсон, викладач одиночного виживання, проходять через портал і змушують його зрозуміти, що є сенс повернутися на Землю, довчитися в школі і створювати своє майбутнє.
Роман закінчується описом великої колони возів колоністів, які стають перед порталом на нову, незвідану планету, щоб починати її освоювати. І на чолі цього каравану — Род Вокер, готовий до нових випробувань.

## Теми
У романі значне місце відведено розкриттю питання істинної людської природи, що виявляється при ізоляції групи людей. Деякі зі студентів стали жертвами власної дурості і самовпевненості, деякі виявилися просто злочинцями з потягом до грабунку та вбивств. У той же час демонструється наявність соціальних засад, що надають сенс людському існуванню. Численні політичні кризи молодої колонії ілюструють необхідність наявності легітимності влади для реального контролю над громадянами. Незвичайним для того часу була наявність кількох розумних і компетентних жіночих персонажів, що нічим не поступаються чоловікам. Також зі слабких натяків в романі можна зробити висновок, що головний герой — негр.
В книзі романтизуються піонери та оспівується Homo sapiens як найжорстокіший гравець у Дарвіністській грі, ці теми розвиваються далі в книгах «Достатньо часу для кохання» та «Зоряний десант».